# 雙璧傳說
《雙璧傳說》，是一部台灣偶像劇，共有15集，由中國電視公司所拍攝。由張天霖一人分飾二位男主角。

## 劇情簡介
家財萬貫的方耀德（張天霖 飾）是知名財團方氏企業董事長方建山（馮粹帆 飾）的獨子；從小被捧在手心長大的他個性玩世不恭，成天沉迷於聲色場所，讓父母既擔心又苦惱；所幸在他身邊還有與他一起長大，是他的貼身助理也是大學同學，個性內斂沉穩的于子杰（陳德烈 飾）不斷替他收拾殘局，才讓耀德不至於鑄下大錯。
張基良（張天霖 飾）出身貧困，從小就是孤兒的他長大後在果園幫傭維生，也因此與果園主人的女兒小菁（許瑋倫 飾）和她的同學虹珍（王思佳 飾）成為好友。他天生有股傻勁，積極向上，不甘終生平凡，因此相當努力工作，渴望能有出人頭地的一天。
由於畢業旅行的緣故，耀德與子杰，還有也是他大學同學，對他一往情深的女同學語嫣（婷婷 飾）一起出發；同一時間基良也與小菁、虹珍啟程，原本沒有交集的雙方人馬，在墾丁會合了。由於無心的錯誤，基良誤拿了耀德的手機，返國後為了換回手機，兩人相約見面，豈料雙方一碰面都大為震撼與錯愕，因為毫無關係的兩人居然長的一模一樣！
在耀德的提議下，兩人決定互換身分體驗對方的生活，剛開始他們都覺得這是個好玩的小遊戲，但是這個遊戲卻隨著人性的貪婪漸漸變質，最後竟將兩人推向萬劫不復的恐怖深淵……

## 劇中人物
- 張天霖 飾 方耀德／張基良
- 許瑋倫 飾 廖秀菁
- 郭婷婷 飾 楊語嫣
- 王思佳 飾 黃虹珍
- 關勇 飾 廖志峰
- 馮粹帆 飾 方建山
- 陳德烈 飾 子
- 倪淑君 飾 李淑芸
- 高振鵬 飾 父
- 吳函峮 飾 聖女貞德

## 製作團隊
- 導演 明金城
- 副導演 王文妏、劉玲均
- 動作指導 李文正(小歪) 張崇玹(中泰)

## 作品的變遷
| 中視 星期日22:00 | 中視 星期日22:00                     | 中視 星期日22:00 |
| ---------------- | ------------------------------------ | ---------------- |
|                  | 雙璧傳說 （2005.3.13 - 2005.6.19）   |                  |
| 男丁格爾         | 惡魔在身邊 （2005.6.26 - 2005.9.18） |                  |